# Меджик (балет)
„Меджик“ е детско-юношеска танцова група за съвременен балет във Враца.
Създаден е на 22 март 2001 г. от Виктория и Драгомир Дамянови. Към балета са сформирани също детски минибалет (2006) и мажоретен състав, както и школа. Носител е на редица престижни награди. До този момент съставът има завоювани над 70 купи, плакети и статуетки за престижните си класирания. За тези 15 години в школата на Балет Меджик са танцували над 1800 деца и юноши на възраст от 3 до 18 години. А сценичните изяви наброяват почти 900, като в това число влизат, както фестивали, концерти, конкурси и турнири, така и многобройните шоу програми на балета в цяла България. До този момент балета е работил с Николай Априлов, Павел Владимиров, Христо Кидиков, Таня Боева, Цветелина, Йорданка Варджийска, Веселин Илиев (Весо Парцала), Антония Рангелова, Ваня Костова, Андреа, Теди Александрова и много други звезди от родния шоу бизнес.

## Участия
Още след първата си изява балетът участва 2 пъти в ежегодното международно ученическо изложение SULI EXPO в Ниредхаза, Унгария, включително в гала концертите. Следват участия със завоювани челни места и награди.
- 2003, 2004, Враца – Преглед на художествените състави към военните клубове
- 2004, Монтана – конкурс за млади таланти
- 2009, Бургас – фестивал „АрмиАрт Фест“
- 2010, Враца – конкурс за млади таланти „Магията на изкуството“
- 2010, Гърция – детски фестивал на изкуствата „Лазурни вълни“
- 2010, Берковица – международен детски фестивал на изкуствата „Лачени обувки“
- 2010, 2011, с. Ковачевци – международен детски фестивал
- 2010, 2011, Банско – международен фестивал на изкуствата „Утринна звезда“
- 2011, Враца – Фестивал на талантите, организиран от Interact Club
- 2011, Казанлък – национален фестивал по класически, характерни и модерни танци за Купа „Роза“
- 2011, Албена – международен фестивал на изкуствата „Утринна звезда“